# Natan Meisler
Natan Meisler (ur. 9 lipca 1912 w Narolu) – polski reżyser oraz aktor teatralny żydowskiego pochodzenia, w latach 1948-1953 aktor Teatru Żydowskiego w Łodzi, w latach 1953-1955 Dolnośkąskiego Teatru Żydowskiego we Wrocławiu oraz w latach 1955-1957 Teatru Żydowskiego w Warszawie. Do II wojny światowej był aktorem Teatru Żydowskiego we Lwowie.
W 1953 został odznaczony Złotym Krzyżem Zasługi. W 1957 wyemigrował do Stanów Zjednoczonych.

## Kariera
| Aktor teatralny Dolnośląski Teatr Żydowski we Wrocławiu - 1954: Pajęczyna - 1953: Meir Ezofowicz Teatr Żydowski w Łodzi - 1953: Dom w getcie - 1953: Mieszczanie - 1952: Glikl Hameln żąda - 1951: W noc zimową - 1951: Dr A. Leśna - 1948: Glikl Hameln żąda Aktor filmowy - 1979: Parashat Winchell - 1964: Sallah Shabati - 1956: Szkice węglem - 1948: Nasze dzieci |  | Reżyser teatralny Dolnośląski Teatr Żydowski we Wrocławiu - 1955: Młyn - 1954: Było kiedyś miasteczk - 1954: Uriel Akosta (wraz z Chewelem Buzganem) - 1953: O świcie Teatr Żydowski w Łodzi - 1953: O świcie - 1953: Mieszczanie (wraz z Marianem Melmanem i Icchakiem Grudbergiem) - 1951: Ongiś było |